# Estel
Estel Group Srl è un'azienda italiana produttrice di mobili per casa e ufficio di design contemporaneo, fondata nel 1937 da Alfredo Stella, con sede a Thiene.

## Storia
Estel inizia la sua attività nel 1937 come piccolo laboratorio artigianale dedito alla creazione di mobili per la casa su misura, ottenendo una rapida espansione grazie al brevetto di un armadio estensibile.
Dopo l'avvento alla presidenza della seconda generazione della famiglia Stella, nei primi anni '80, l'azienda si specializza nella produzione di mobili per ufficio.
Tra il 2005 ed il 2006 Estel completa le acquisizioni di Frighetto, azienda vicentina specializzata nella produzione di imbottiti, e Deko, azienda specializzata nella realizzazione di sedute per collettività.
Nel 2008 Estel conclude le acquisizioni di tre importanti brand del design italiano: Simon (azienda), Triangolo e Arte&Cuoio. Nel 2013 il marchio Simon viene ceduto al gruppo Cassina (azienda) per una cifra di poco superiore ai 2 milioni di euro.
Nel 2015 l'azienda si aggiudica un appalto da oltre 80 milioni di dollari per la fornitura di pareti antisismiche e soluzioni d'arredo per la realizzazione del nuovo Apple Park, di proprietà della Apple, a Cupertino nel cuore della Silicon Valley.
Nel 2022 Estel conclude l'acquisizione del marchio Presotto, storico brand di arredo casa con sede a Brugnera (Pn).

## Designer
Nel corso degli anni sono stati coinvolti nello studio dei nuovi prodotti designer e architetti, tra i quali: Cini Boeri, Oscar Niemeyer, Jorge Pensi, Karim Rashid, Ross Lovergrove, Patrick Norguet, Alessandro Scandurra, Ora Ito, Enzo Mari e Stefano Gallizioli.

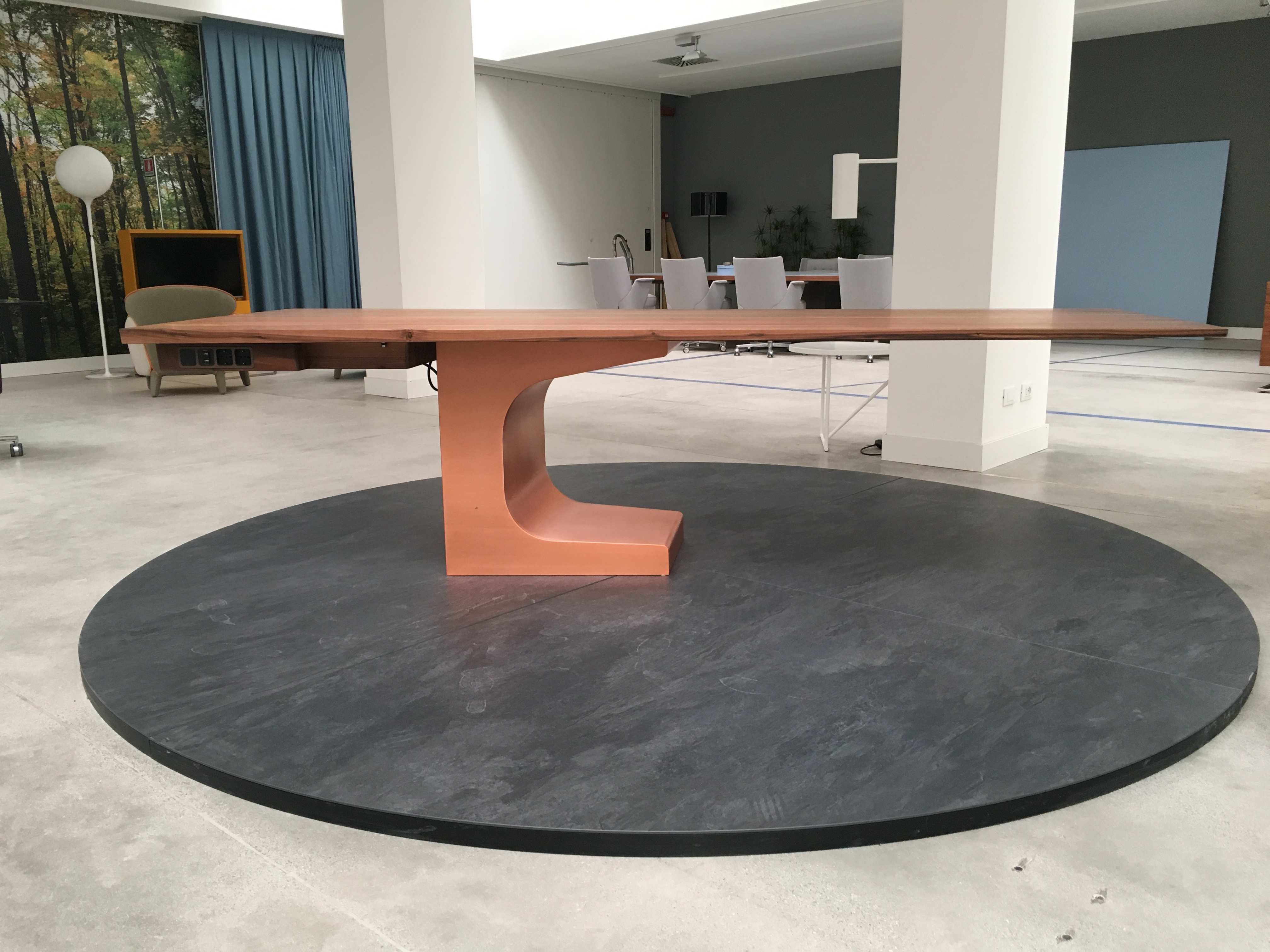
Il tavolo Niemeyer, disegnato dall'architetto Brasiliano Oscar Niemeyer nel 1985, è uno dei prodotti più rappresentativi della gamma Estel (declinato sia in versione casa che in versione ufficio).